# چارلی والکر
چارلی والکر (انگلیسی: Charlie Walker; ۱۴ مهٔ ۱۹۱۱ – ۷ مهٔ ۱۹۹۰) بازیکن فوتبال اهل بریتانیا بود.
از باشگاه‌هایی که در آن بازی کرده‌است می‌توان به باشگاه فوتبال آرسنال و باشگاه فوتبال وستهام یونایتد اشاره کرد.